# Via Cisterna del Follo
Via Cisterna del Follo, a Ferrara, inizia dall'incroco tra via Savonarola, via Madama e via Ugo Bassi ed arriva a viale Alfonso I d'Este, vicino al Baluardo di San Tommaso.

## Storia

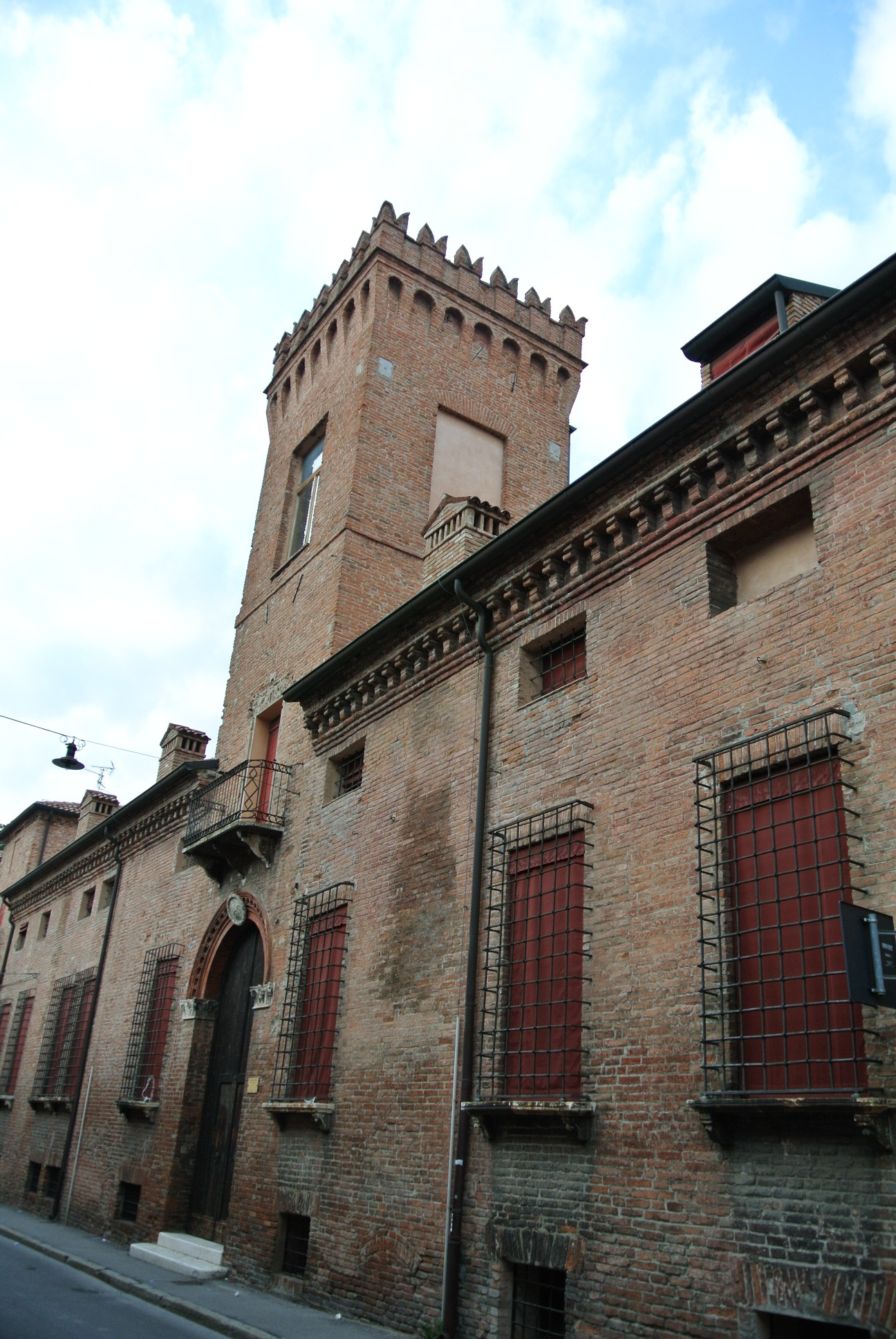
Palazzo Bonacossi, in via Cisterna del Follo.

L'area dove si trova la via fu interessata dall'opera di ampliamento di Biagio Rossetti nell'ambito dell'addizione voluta da Ercole I d'Este. In quell'area, che corrisponde circa al luogo dove poi venne edificata la prospettiva di corso Giovecca, esisteva già dal 1370 il Canton del Follo. Più tardi un genovese, tale Urbano Trincherio, impiantò nella zona una fabbrica di panni d'oro e di broccati e per la lavorazione della seta. 
Altre notizie storiche sulla strada si hanno da quando vi fu costruito un palazzo per Nerone Diotisalvi nel 1470 dopo che questi era fuggito da Firenze nel 1460 perché coinvolto in una congiura contro i Medici e accolto in Ferrara da Borso d'Este. 
Sempre su questa via era presente una chiesa ed un convento di monache Servite.

### Origini del nome
In tempi passati fu chiamata via Diotisalvi dal Diotisalvi che qui vi costruì il palazzo in seguito noto come palazzo Bonacossi.
Il nome di cisterna del Follo prende origine probabilmente nel XIV secolo quando nella via esisteva un pozzo (o una cisterna) utilizzato per lavare la lana grezza e per follare i panni, cioè battere la lana ed infeltrirla rendendo più compatto il suo pelo.
 La via quindi, assieme a poche altre in città, conserva ancora traccia nel suo nome degli antichi mestieri artigianali che facevano parte delle attività legate alle antiche corporazioni delle arti e mestieri.

## Luoghi di interesse

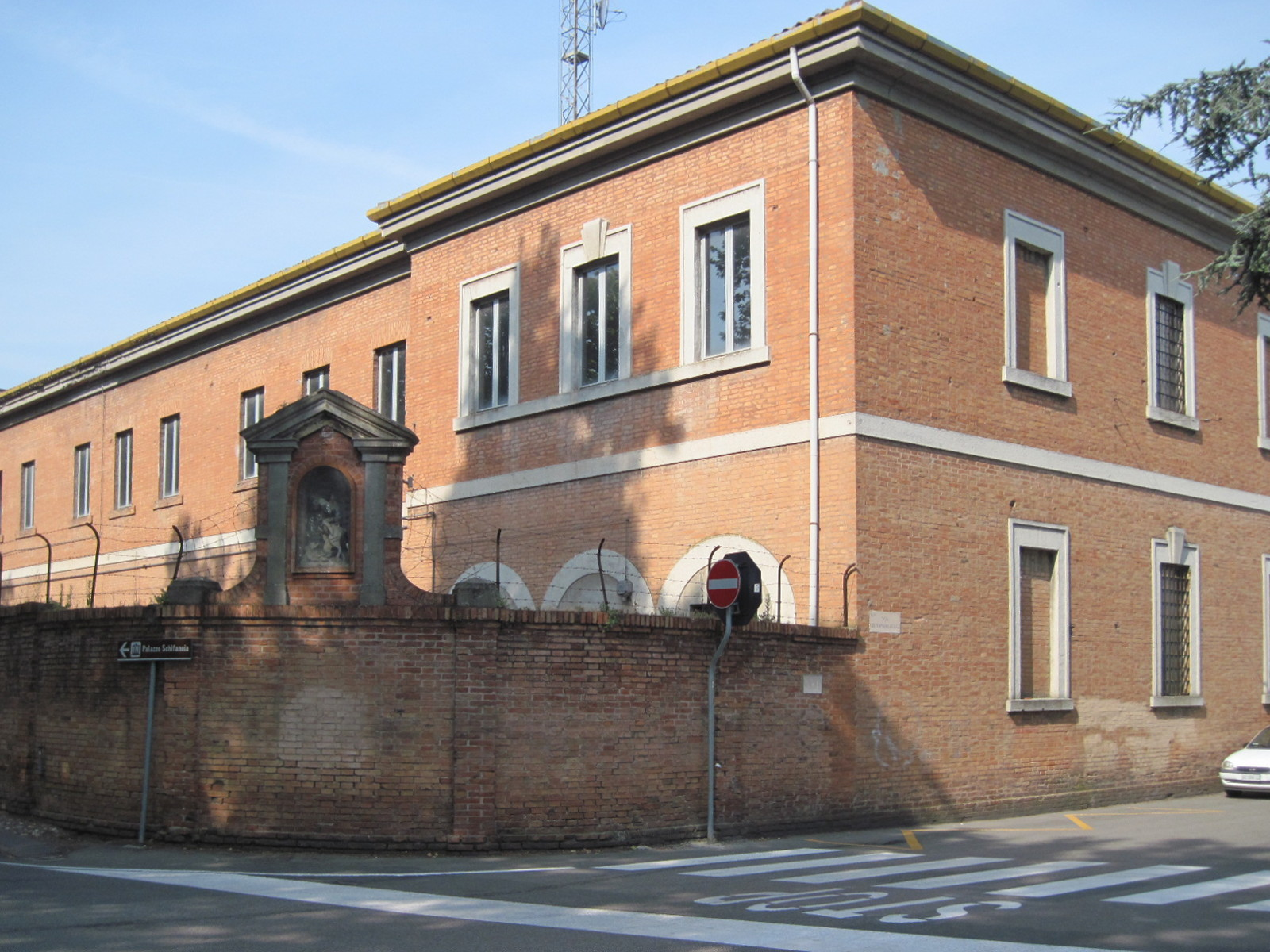
Ex caserma Pozzuolo del Friuli in via Cisterna del Follo

- Al numero 1 della via si trova un piccolo palazzo appartenuto ai Tibertelli di Pisa, poi ai Leccioli, ai Vaccari ed alla famiglia Pasi. Tra i proprietari recenti Leonello Bassani e lo stesso Giorgio Bassani, e dalla fine del XX secolo la casa appartiene a privati e non è visitabile. La celebre magnolia spesso ricordata dallo scrittore ferrarese, piantata nel 1938 e a cui dedicò la poesia Le leggi razziali, esiste ancora e dall'esterno se ne vede in parte la chioma oltre il muro che racchiude il giardino interno.[1][3]
- Il palazzo fatto costruire dal Diotisalvi, munito di una torre nel mezzo, divenne proprietà di Sigismondo Cantelmo, di Gurone d'Este e poi di Francesco d'Este. Quest'ultimo fece costruire un passaggio che lo metteva in comunicazione con il palazzo della figlia Marfisa. Gli ultimi proprietari nobili furono i conti Bonacossi perché nel 1911 fu acquistato dal Comune di Ferrara ed utilizzato per alcuni anni come comando per i Lanceri d'Aosta. Il Palazzo Bonacossi da diversi anni ospita la direzione dei musei di arte antica, una biblioteca artistica e una fototeca. Nel palazzo inoltre si trova il museo Riminaldi.[4]
- Al civico 10 della via si trova il complesso dell'ex caserma Pozzuolo del Friuli, che era stata progettata dall'Ing. Carlo Luppis e inaugurata nel 1930. La struttura fu definitivamente chiusa e abbandonata nel 1997 ed è di proprietà della Cassa Depositi e Prestiti. In precedenza nell'area della caserma sorgeva il monastero dell'ordine agostiniano di san Vito, demolito nel 1909 (Un capitello sulla cinta muraria del complesso lo ricorda).[5][6]